# Eugenio Fuselli
Eugenio Fuselli (Varallo Sesia, 11 agosto 1903 – Genova, 18 marzo 2003) è stato un architetto e urbanista italiano, tra i principali esponenti del periodo liberty di Genova.

## Biografia
Nato nella frazione Aniceti di Varallo Sesia, Eugenio Fuselli consegue la laurea in Ingegneria a Padova nel 1926 e inizia a collaborare alle attività del Gruppo Urbanisti Romani, fondato da Luigi Piccinato.
Assistente di Marcello Piacentini alla Facoltà di Architettura, ottiene la libera docenza in Tecnica Urbanistica, che insegna alla Facoltà di Ingegneria a Genova.
Teorico e progettista, opera nel campo dell'architettura e della pianificazione, dedicandosi all'insegnamento e all'organizzazione didattica e promuovendo l'istituzione della Facoltà di Architettura di Genova.
Realizza nella città di Genova importanti opere, fra la Casa del Mutilato nel 1937, la Casa Marittima Tirrena nel 1939, e la Chiesa dei Santi Pietro e Teresa del Bambin Gesù in Albaro nel 1965; collabora inoltre con Luigi Carlo Daneri nel 1957 alla progettazione del Biscione.
Partecipa a molti concorsi per piani e progetti e lascia molti scritti, fra cui "Urbanistica e democrazia" (1959) in cui è riassunto il suo pensiero.
Profondamente legato alla città di Genova, si impegna attivamente con diversi interventi, fra cui, insieme a Luigi Carlo Daneri e Podestà, alla campagna del 1941 per un piano del quartiere di Albaro meno distruttivo e all'opposizione all'apertura di una strada parallela alla via S. Lorenzo (1949) in difesa del tessuto della città storica.

## Critica
La sua opera è citata in numerosi scritti: a lui è dedicato da Guglielmo Bilancioni il libro Eugenio Fuselli: Poesia e urbanistica (1994).
Scrive di lui il Bilancioni "Eugenio Fuselli ha messo tutta la sua vita e la sua scienza, e la sua attività di architetto, al servizio della idea del piano, contemperando sempre la tradizione da rispettare e le tecniche nuove con le quali organizzare realtà complesse. Architetto novecentista e ingegnere del territorio, studioso del traffico e docente di tecnica urbanistica, saggista e polemista ed appassionato difensore della sua Genova. Fuselli ha posto nelle teorie urbane i fondamenti delle sue moltissime architetture, e nell'amore per il costruito e le sue storie i fondamenti della sua urbanistica, che proprio in questo autentico amore, che è senso del limite, rispetto per la Storia e partecipato riserbo genera poesia"

## Principali progetti e realizzazioni
- 1926. Progetto per un ponte sul Canal Grande agli Scalzi, a Venezia di fronte alla stazione;
- 1927 – 1932. Collaborazione con il G.U.R.; piani regolatori di Padova, Brescia, Assisi, Cagliari, Foggia, Pisa, La Spezia, Perugia, Roma e Sassari;
- 1931. Progetto e studi per la sistemazione del Gianicolo, adottati nel piano particolareggiato di Roma;
- 1931. Concorso per la Piazza a Mare, alla Foce del Bisagno, a Genova (con Ernesto Puppo);
- 1933. Concorso per il piano regolatore di Novara (con Luigi Vietti e Carlo Bongioanni);
- 1935. Concorso per il progetto di un edificio per la Cassa di Risparmio e Monte di Pietà di Genova in piazza della Vittoria a Genova (in collaborazione);
- 1936. Concorso per il piano regolatore di Pistoia (con Susini e Michelucci);
- 1938. Villa Acquarone (Villa Rossa all'Uliveto) in S. Margherita Ligure, Genova;
- 1938. Concorso nazionale per il nuovo ospedale civico di S. Paolo di Savona “Ippodamo e Galeno”;
- 1938. Casa del Mutilato di Genova;
- 1939. Cassa Marittima Tirrena di Genova;
- 1939. Concorso per il progetto della nuova sede centrale di Roma dell'Istituto Nazionale per la Previdenza Sociale (in collaborazione con A. Alliata);
- 1940. Progetto per il piano regolatore della città di Omegna. 2º premio;
- 1940. Concorso per il progetto di massima del piano regolatore e di ampliamento della città di Verbania;
- 1941. Progetto per la nuova sede della Facoltà di Ingegneria di Genova (con Carlo Ceschi);
- 1941. Progetto per un palazzo per Uffici e abitazioni in piazza della Vittoria a Genova;
- 1941. Studio per la revisione del piano di Albaro a Genova (viabilità e piano paesistico);
- 1947 – 1948. Studio per la revisione dei piano regolatore generale di Genova (con Pucci e Albini);
- 1951. Progetto di ricostruzione di palazzo Penco a Genova;
- 1951. Progetto del piano regolatore generale di Finale Ligure;
- 1952. Concorso per il piano regolatore di Bordighera (con Accinelli e Bardini);
- 1953. Progetto per l'unità di abitazione di Villa Roncalli a Genova Cornigliano;
- 1953. Edilizia popolare del Comune di Genova (con R. De Maestri e M. Innocenti);
- 1954. Unità di abitazione Auxilium UCID a Genova Oregina (con Grossi Bianchi e Fera);
- 1950 – 1960. Attività progettuale per committenti privati. Ville a Paraggi, Varazze, San Michele di Pagana, Genova, Quarto. Edifici di abitazione a Genova e Imperia; edifici di carattere industriale; uffici dei servizi meccanografici della società Eridania; autorimessa Rotonda Paganini a Genova;
- 1955 Palazzo Uffici INA e abitazioni, Genova Via XII Ottobre (in collaborazione con Franco Albini);
- 1956. Sistemazione urbanistica del quartiere INA Casa a Forte Quezzi a Genova detto il "Biscione" (gruppo coordinato da Luigi Carlo Daneri)[3];
- 1957. Progetto per il Pronto Soccorso e nuovo Monoblocco per malati acuti dell'Ospedale civico San Martino di Genova (con Bagnasco e Luigi Carlo Daneri);
- 1965. Chiesa dei Santi Pietro e Teresa del Bambin Gesù a Genova, quartiere di Albaro.

## Scritti
- Il movimento urbanistico in Italia in regime fascista, in «Bibliografia fascista», n. 24, 1929;
- Roma nel quadro di un piano regionale, in Atti del II Congresso Nazionale di Studi Romani, Roma, 1931;
- The traffic problem in relation to town and regional planning in Italy, Berlin 1931;
- Sviluppo lineare e costruzioni sporadiche lungo le grandi strade di traffico, in "L'Ingegnere" , 1931;
- I piani regolatori regionali in Inghilterra, in "L'Ingegnere", 1931
- Concorso per il piano regolatore della città di Genova, in «Architettura», gen. 1932;
- Il concorso nazionale per il piano regolatore della città di Terni, in «Architettura», feb. 1934;
- Il concorso nazionale per il piano regolatore di Mantova, in «Architettura», ott. 1935;
- Piano regolatore regionale della Liguria, al «II congresso nazionale di Urbanistica e di Edilizia », Roma, 17-20 giu. 1948;
- Nuovi aspetti della città. Piccapietra, San Vincenzo, Madre di Dio, in « Genova», n. 8, 1949;
- Una statistica del traffico stradale a Genova, in «Automobilismo ligure», n. 1, 1949.